# Orazio De Stefano
Orazio De Stefano (Reggio Calabria, 11 febbraio 1959) è un mafioso italiano, capo dell'omonima cosca della 'Ndrangheta.

## Biografia
De Stefano era a capo della cosca, in seguito alla morte del fratello Paolo, ucciso in un agguato mafioso nel 1985. La sua morte diede inizio ad una guerra di mafia a Reggio Calabria, proseguita fino al 1991, che causò centinaia di morti.
Altri due fratelli di Orazio De Stefano erano stati già uccisi in due agguati, Giorgio e Giovanni.
Al momento del suo arresto, nel 2004, era considerato uno dei 5 latitanti della malavita organizzata più pericolosi d'Italia.
Già arrestato nel 1987, accusato di appartenere ad una associazione per delinquere di tipo mafioso, si era reso irreperibile dopo essere stato rilasciato per scadenza dei termini di carcerazione preventiva.
Durante la latitanza, De Stefano si è spostato liberamente per l'Italia, avvantaggiato dal fatto di aver cambiato totalmente fisionomia: era calvo e aveva perso molto peso negli anni, vanificando l'utilità delle foto segnaletiche.
Ha avuto 5 figli durante la sua latitanza, con sua moglie Antonietta Benestare, sorella di Franco Benestare, uno dei membri più in vista del clan Tegano.